# Chinandega
Chinandega (del náhuatl: Chinantlan ‘Lugar cercado por cañas’) es un municipio y una ciudad de la República de Nicaragua, cabecera del departamento de Chinandega, en la región occidental del Pacífico de este país centroamericano, la región de mayor fuerza económica después de la capital de Managua. Es conocida como "Ciudad de las Naranjas".

## Toponimia
El nombre en náhuatl tiene varias interpretaciones y una de ellas es Chinantlan, es decir, Lugar cercado por cañas, de chinamitl, que significa "cerca de cañas", y -tlan, sufijo de abundancia.

## Geografía
La ciudad de Chinandega está ubicada al occidente de Nicaragua tiene una extensión de 686.6 km², está ubicada entre las coordenadas 12° 37′ 0″ de latitud norte y 87° 9′ 0″ de longitud oeste, a una altitud de 46 m s. n. m., sus límites son al norte  con los municipios de Somotillo y Villanueva, al sur con los municipios de Chichigalpa, El Realejo y Posoltega, al este con los municipios de Villanueva y Telica y al oeste con los municipios de El Viejo y Puerto Morazán, está ubicada sobre una superficie enteramente plana, cruzada por el río Acome, que nace en sus inmediaciones y la cruza por el norte, rodeándola totalmente por el occidente. Chinandega cuenta con el volcán más alto de Nicaragua con una altura de 1745 m s. n. m.

### Vulcanología
El volcán San Cristóbal es el volcán más alto de Nicaragua con 1745 m, se ubica en el departamento de Chinandega, es visible desde lejos y ha demostrado constantemente su actividad con la emisión de nubes de humo y gas Aunque en un tiempo el volcán estaba cubierto en bosques verdientes, esos ya se han muerto por causa del gas y humo que expulsa constantemente. Este volcán, es el más activo del complejo volcánico de Maribios, ubicado al este del departamento.
Un volcán ubicado en el mismo complejo es el Casita (1405 m). El 30 de octubre de 1998, fuertes precipitaciones ocasionadas por el huracán Mitch provocaron un alud de tierra que mató a aproximadamente 2000 personas. Actualmente, en el pueblo de Posoltega hay un monumento en honor a las víctimas de este desastre natural.
Otro volcán importante, localizado en el vecino municipio de El Viejo, en el extremo noroeste de Nicaragua, es el Cosigüina (859 m), que se ha constituido en otra de las reservas naturales del país. Este volcán históricamente conocido como Nevado de Cosigüina, tuvo la erupción más poderosa de América en 1835 que emitió cenizas hasta México y Jamaica y redujo su cráter de más de 4000 m a sus actuales dimensiones. Con el tiempo, este gran cráter se llenó de agua formando así una profunda laguna. También relacionados al volcán están los Farallones de Cosigüina, localizados en el Golfo de Fonseca, que se formaron durante una de sus erupciones. Actualmente, en estos peñascos habitan pelícanos, gaviotas y otras aves.

## Historia
Durante la colonia española fue un pueblo pequeño y próspero, pero su ubicación en tierras fértiles y planas, y sitio de tráfico comercial, aceleraron su desarrollo a lo largo de los años.
Chinandega es una de las muchas comunidades nativas americanas que ya existían en el momento de la conquista española de Nicaragua. El sacerdote Fray Francisco de Bobadilla visitó el sitio en 1528. El cronista español fray Antonio Vázquez de Espinosa en su compendio y descripción de Indias Occidentales la describe en su visita a Chinandega en 1613 de la siguiente manera:
"El pueblo de Chinandega compuesto por muchos indios, abundante de maíz y de todas las frutas de la tierra, parece un pedazo de paraíso."
Desde un inicio como poblado en 1796, Chinandega posee calles urbanísticamente bien planificadas, siendo su diseñador el Ingeniero Antonio Rojas. Uno de los mejores alcaldes de esta ciudad es Geronimo Ramírez. El desarrollo de la ciudad de Chinandega como embrión humano inició con la ley del 30 de marzo de 1835 que mandó a establecer una feria los días 8 de diciembre de cada año. Un año después el 15 de marzo de 1836 durante el gobierno del Doctor José Núñez se le confirió el título de Villa y el 2 de septiembre de 1839 el gobierno de Joaquín del Cossío (nativo de El Viejo) le otorgó el título de Ciudad.
Por decreto legislativo de la Confederación Centroamericana emitido el 17 de julio de 1842, la ciudad de Chinandega fue Capital de la Federación Centroamericana y en 1858 se separó del antiguo departamento de Occidente, compuesto por León y Chinandega, para convertirse en departamento.
La ciudad tiene muchos edificios coloniales, aunque no en la misma medida que León y Granada cuando muchos de ellos fueron destruidos durante un bombardeo en 1928. El bombardeo fue llevado a cabo por fuerzas liberales como protesta contra el presidente recién reelegido Adolfo Díaz. Solo las iglesias quedaron intactas.
El 1 de noviembre de 1998, la ciudad fue duramente golpeada por el huracán Mitch. Miles de personas perdieron sus hogares y se cree que unas 50 personas murieron. El huracán también causó importantes daños a la infraestructura de Chinandega.

## Demografía

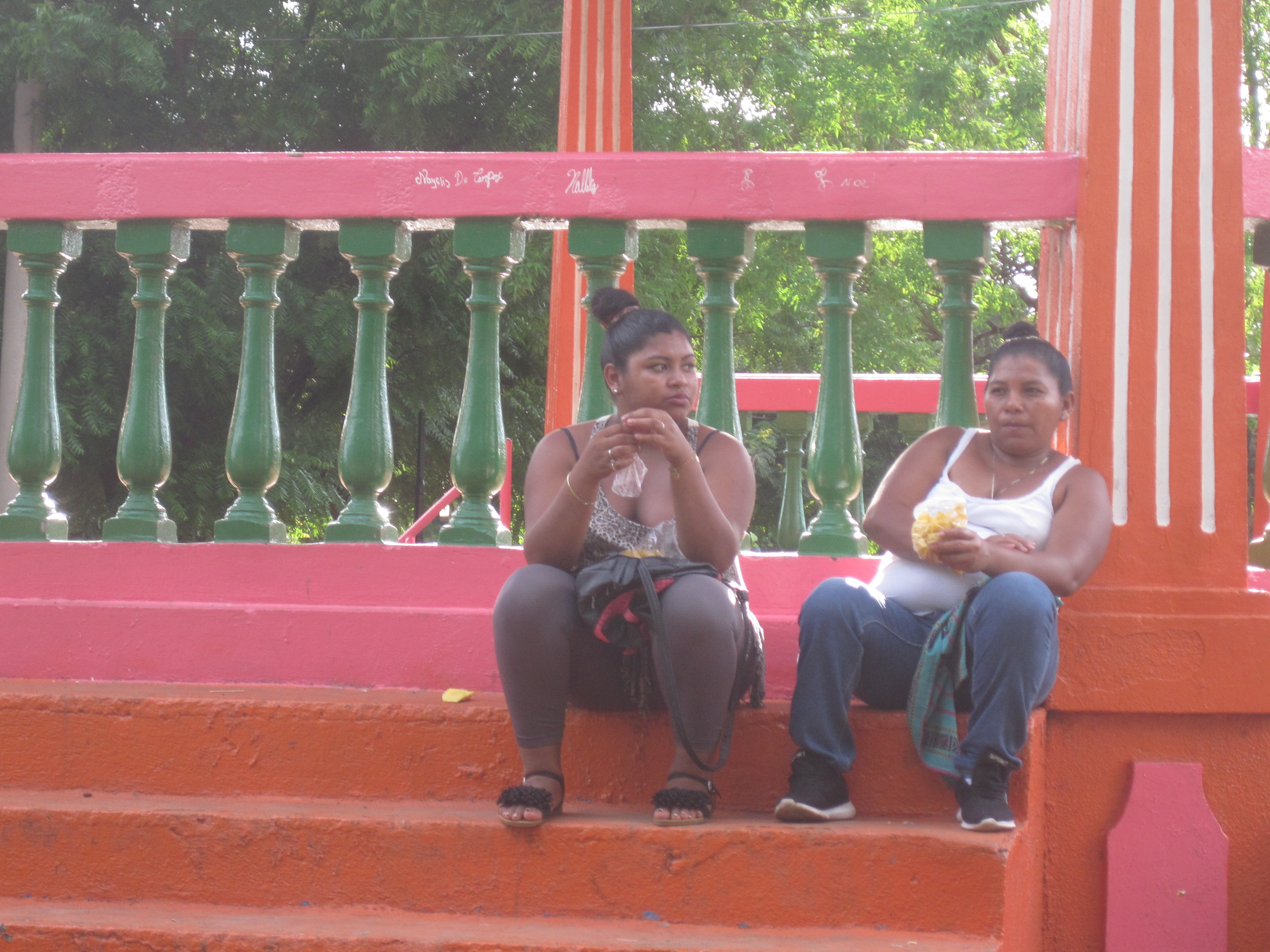
Dos mujeres en el Parque Central de Chinandega

Chinandega tiene una población actual de 137,539 habitantes. De la población total, el 48.2% son hombres y el 51.8% son mujeres. Casi el 83.7% de la población vive en la zona urbana.

## Clima
La ciudad de Chinandega es una de las más calientes de Nicaragua pues las temperaturas, bastante elevadas durante todo el año, alcanzan hasta 40 °C (107,6 °F). Muchas veces la mejor manera de refrescarse es simplemente evitar el sol. Según el sistema de la clasificación climática de Köppen, tiene un clima tropical de sabana, abreviado "(Aw)" en los mapas climáticos. Esta zona suele tener una estación seca pronunciada de noviembre a abril y el período lluvioso comprende de mayo a octubre. Las temperaturas medias se hallan entre los 21 y 30 °C y las máximas hasta 42 °C. La precipitación anual máxima alcanza 4500 mm y la mínima hasta 1000 anuales en algunos municipios. Está ubicada sobre una superficie enteramente plana, cruzada por el río Acome, que nace en sus inmediaciones y la cruza por el norte, rodeándola totalmente por el occidente.

## Economía
Actualmente, en el año 2015 fue catalogada como la segunda potencia económica nicaragüense; después de la capital Managua debido a que la ciudad es un centro activo de comercio donde se  combina principalmente agricultura, ganadería e industria. La conexión con el puerto de Corinto y León hacen a Chinandega un punto importante.
Este departamento es famoso por la fertilidad de sus suelos y su alto nivel de producción agrícola. En el pasado, se produjo un monocultivo de algodón que lo convirtieron en uno de los departamentos más ricos del país. Sin embargo, con el tiempo los precios de este producto cayeron y su suelo se agotó por lo que los agricultores tuvieron que buscar granos alternativos que fueran bien recibidos por la tierra. Actualmente, grandes cañaverales de azúcar dominan Chichigalpa, donde se produce el licor más fino de Nicaragua, el ron Flor de Caña.

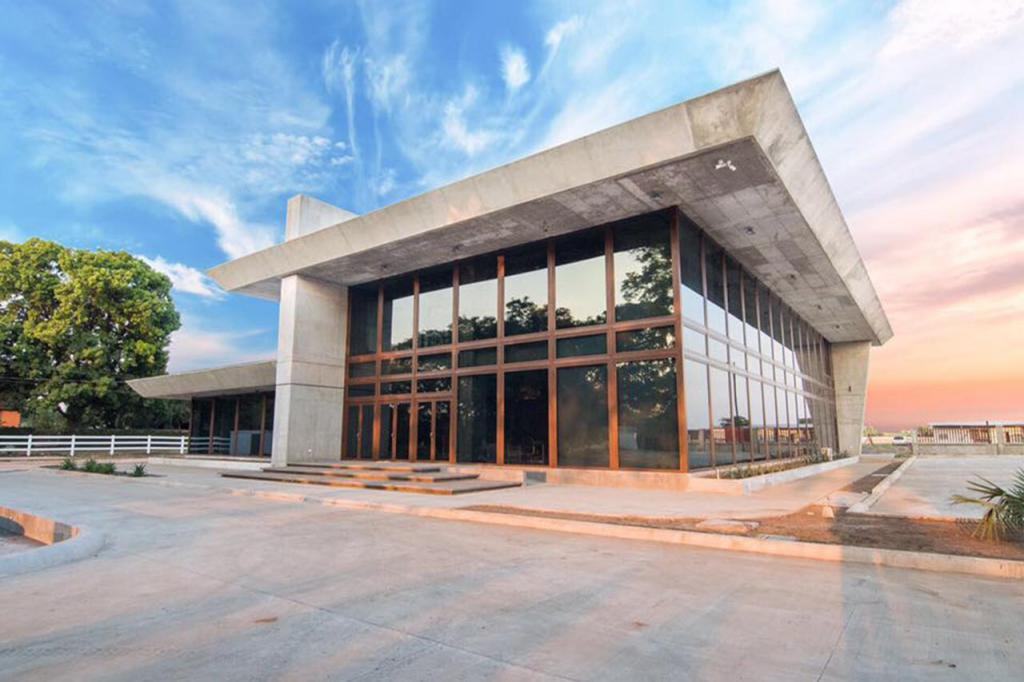
Oficinas locales del Grupo Coen, una de las corporaciones más importantes del país que tienen como punto de inicio la ciudad.

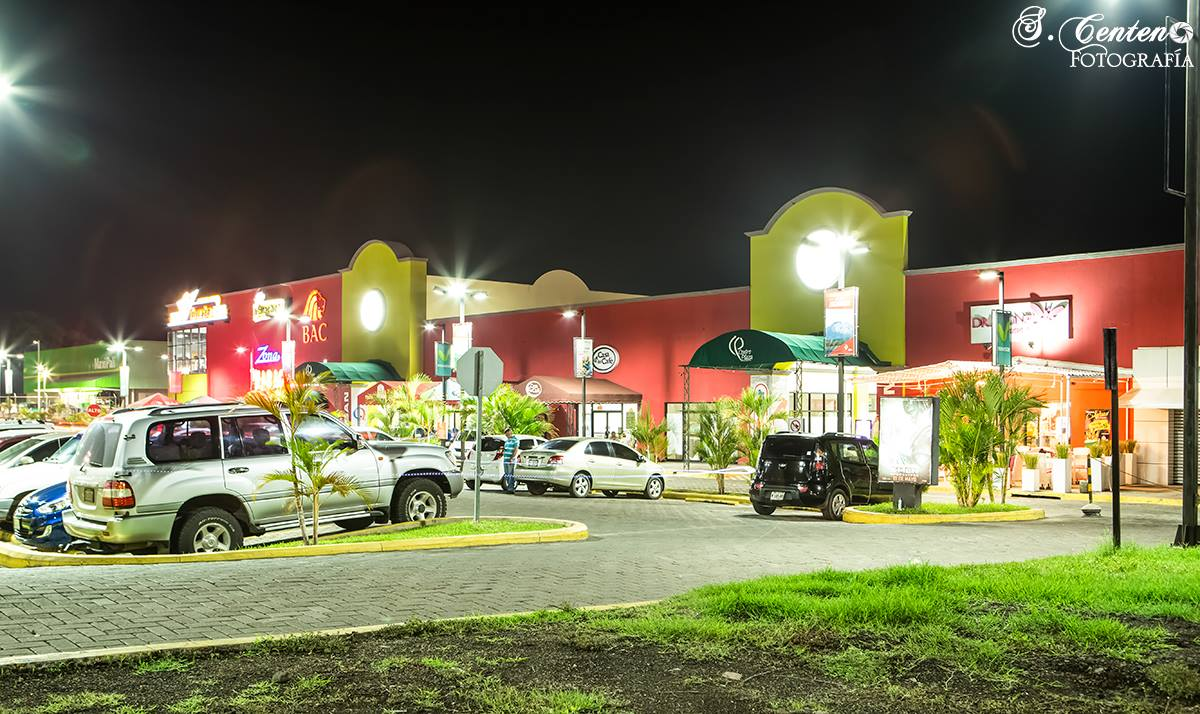
Centro Plaza Occidente, en el se encuentran, cadenas nacionales e internacionales de bebidas y alimentos, tiendas, bancos, aseguradoras, ópticas y un gimnasio de una cadena internacional.

Chinandega es una ciudad muy rica en comercio e industrias. En ella se encuentra el municipio de El Realejo uno de los puertos más importantes y antiguos de la era colonial, pero que actualmente no existe. Corinto también es un municipio del departamento de Chinandega en donde se encuentra uno de los puertos principales del país. Además de puertos, Chinandega cuenta con industrias de aceites, harinas, maníes, camarones, ingenios azucareros en Chichigalpa y El Viejo, y producción de licores con prestigio internacional. En producción pecuaria la ciudad ocupa el primer lugar a nivel departamental junto con el municipio de El Viejo con ocho mil cabezas de ganado. La producción de carne se comercializa principalmente en Managua, luego de su destace en el rastro municipal. Los productos lácteos y sus derivados son utilizados para el consumo de la población local y la comercialización con otras zonas. Además del predominio de las labores agrícolas en esta ciudad también sobresale y con gran preponderancia el comercio, tres mercados: central, mercadito y el mercado de mayoreo (bisne) son los sectores con mayor índice comercial de la región, existen cuatro supermercados en la ciudad (Selecto, Palí, La Colonia y Maxi Palí), un centro comercial (Centro Plaza Occidente) numerosos establecimientos con negocios de todo tipo son comunes en las calles de la ciudad, es la ciudad con más espíritu comercial de Nicaragua también existen en la ciudad algunas industrias donde se procesan granos básicos, otras donde se procesa camarón para exportar como pescanova y además algunas zonas francas que brindan ciertas alternativas de empleo a los pobladores.
La actividad económica más importante es la agricultura principalmente el cultivo de la caña de azúcar, localizándose aquí dos de los ingenios azucareros más grandes del país: Ingenio San Antonio (ISA) e Ingenio Monte Rosa.

## Cultura y tradiciones

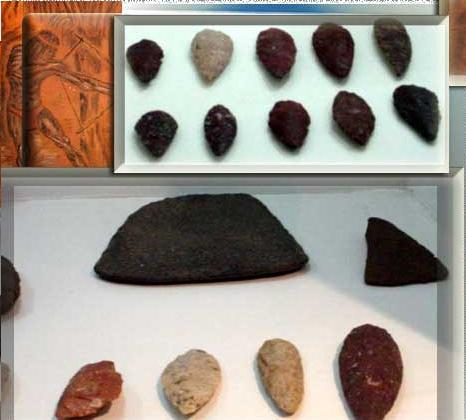
Artefactos en el Museo Municipal de Chinandega

Las riquezas culturales e históricas de Chinandega datan de antes de la conquista española, cuando esta región estaba habitada por varias tribus indígenas, quizás originarias del norte, posiblemente del actual México. Hay un museo en la ciudad, "Enrique Mantica Deshon", que contiene 1200 artefactos arqueológicos de origen precolombino. También hay un teatro municipal llamado "Rodrigo Callejas" con capacidad para 400 personas.
La Semana Santa es muy concurrida por la ciudad, se puede apreciar el pago de promesas por milagros recibidos a miles de feligreses en cada festividad. En el período de Semana Santa, también se visitan con frecuencia el balneario de Jiquilillo y varios ríos caudalosos.
En las festividades de Semana Santa se aprecian los bailes folklóricos: la Gigantona, el Pepe Cabezón, acompañados de morteros, cohetes, cargas cerradas, triquitracas y otros juegos pirotécnicos.
El pueblo de Chinandega es mayoritariamente católico.

## Patrimonio

### Parroquia Nuestra Señora de Santa Ana

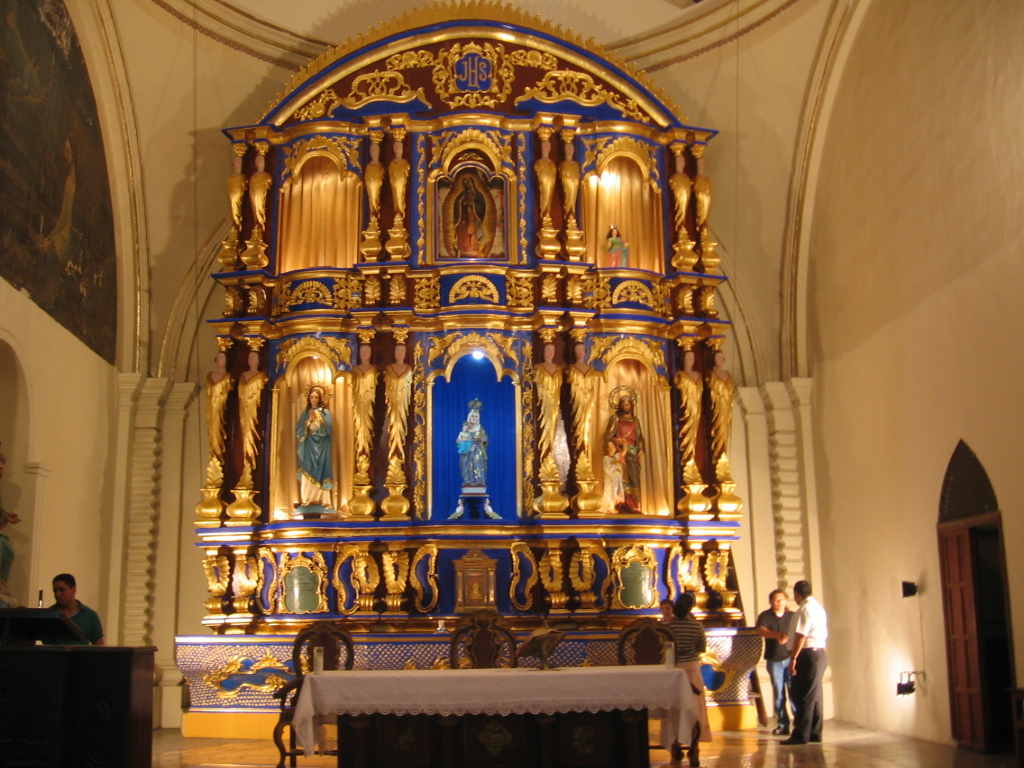
Retablo de la Parroquia Nuestra Señora de Santa Ana, Chinandega

En conformidad con el antiguo estilo colonial, la ciudad está organizada alrededor de una plaza mayor y de la bella parroquia colonial con frontis de estilo neoclásico llamada Nuestra Señora de Santa Ana; templo de mayor importancia de la ciudad. Este ha resistido por más de un siglo los embates de elementos destructivos como temblores y guerras históricas y, aunque le han causado gran daño, aún se erige como un templo de construcción sólida y firme. Para colmo, este templo resultó severamente afectado por un temblor en 1885 para luego ser reconstruido en su fisionomía actual. La construcción del edificio original probablemente se remonta al siglo XVII según documentos de Monseñor Pedro Agustín Morel de Santa Cruz, Obispo de Nicaragua y Costa Rica, que datan de junio de 1751 donde dice:
"Esta Iglesia posee tres naves sobre horcones, con su sacristía y coro alto e inmediato, dos campanas pequeñas y las paredes de cal y piedra y techo de teja y tabla."
Afortunadamente, las dos históricas puertas de estilo "antigüeño" que se abren sobre los costados norte y sur sobrevivieron los embates del terremoto de 1925 que desplomó al frontipiscio y a las torres.
La patrona de esta cálida ciudad celebra su festividad el 26 de julio de cada año. En el interior de su templo se encuentra el retablo o altar mayor recientemente restaurado conservando su diseño original, que es uno de los más bellos del país; su elaborado púlpito; los altares menores, también restaurados y las naves laterales, obras producto de la fundación Coen y el apoyo de la feligresía, que cada día le dan un toque más imponente a este bello templo que ya aguarda a ser declarado como Catedral, con su propio Obispo y su propia diócesis.

### Parroquia Dulce Nombre de Jesús, El Calvario

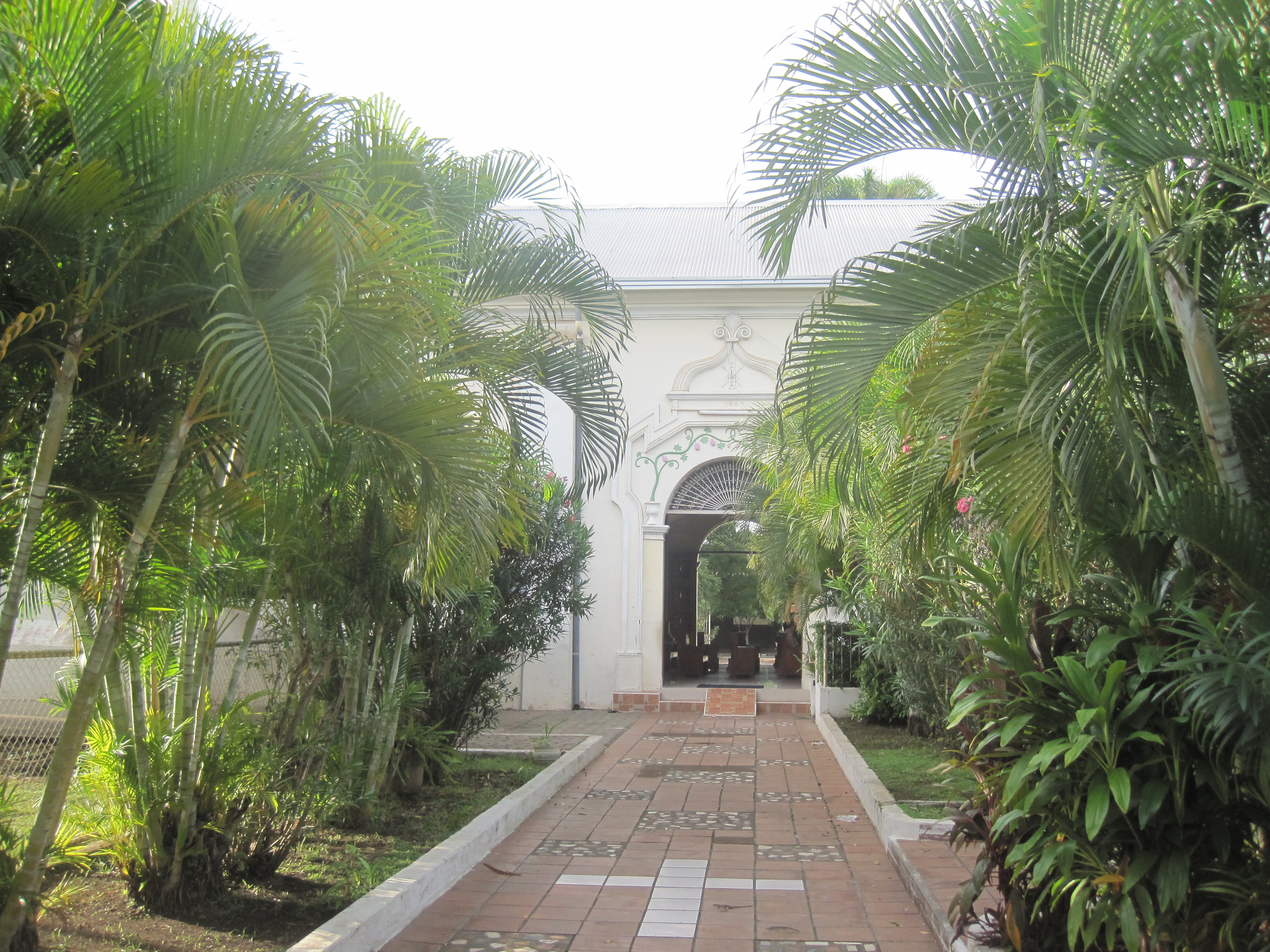
Parroquia Dulce Nombre de Jesús, El Calvario

Parroquia El Calvario está situado en el barrio del mismo nombre, y fue construido en 1874 por el Obispo Monseñor Manuel Ulloa y Calvo. La primera estructura aquí era de adobe, pero el 11 de octubre de 1885 fue destruida por un terremoto y luego reconstruida. Su patrón es el Santo Nombre de Jesús, que se celebra el último domingo de enero de cada año. El 17 de mayo también se celebra en la parroquia la fiesta de San Pascual Baylón. La iglesia fue restaurada recientemente por la fundación Coen.

### Parroquia Nuestra Señora de Guadalupe Emperatriz de América
De reciente construcción, sus orígenes se encuentran en una estructura construida en 1855 pero destruida por un terremoto en 1885. Originalmente fue construida como ofrenda a Nuestra Señora de Guadalupe durante un brote de cólera. Después del brote, una imagen de Nuestra Señora de Guadalupe se exhibió por primera vez en la iglesia el 25 de diciembre de 1856, y el papa Pío IX elevó la iglesia al rango de santuario, la primera iglesia en Centroamérica en ganar este título. Fue restaurada por la fundación Coen y su fiesta principal se celebra el 12 de diciembre, también aquí se celebran procesiones durante la Semana Santa.

### Parroquia de San Agustín de Hipona

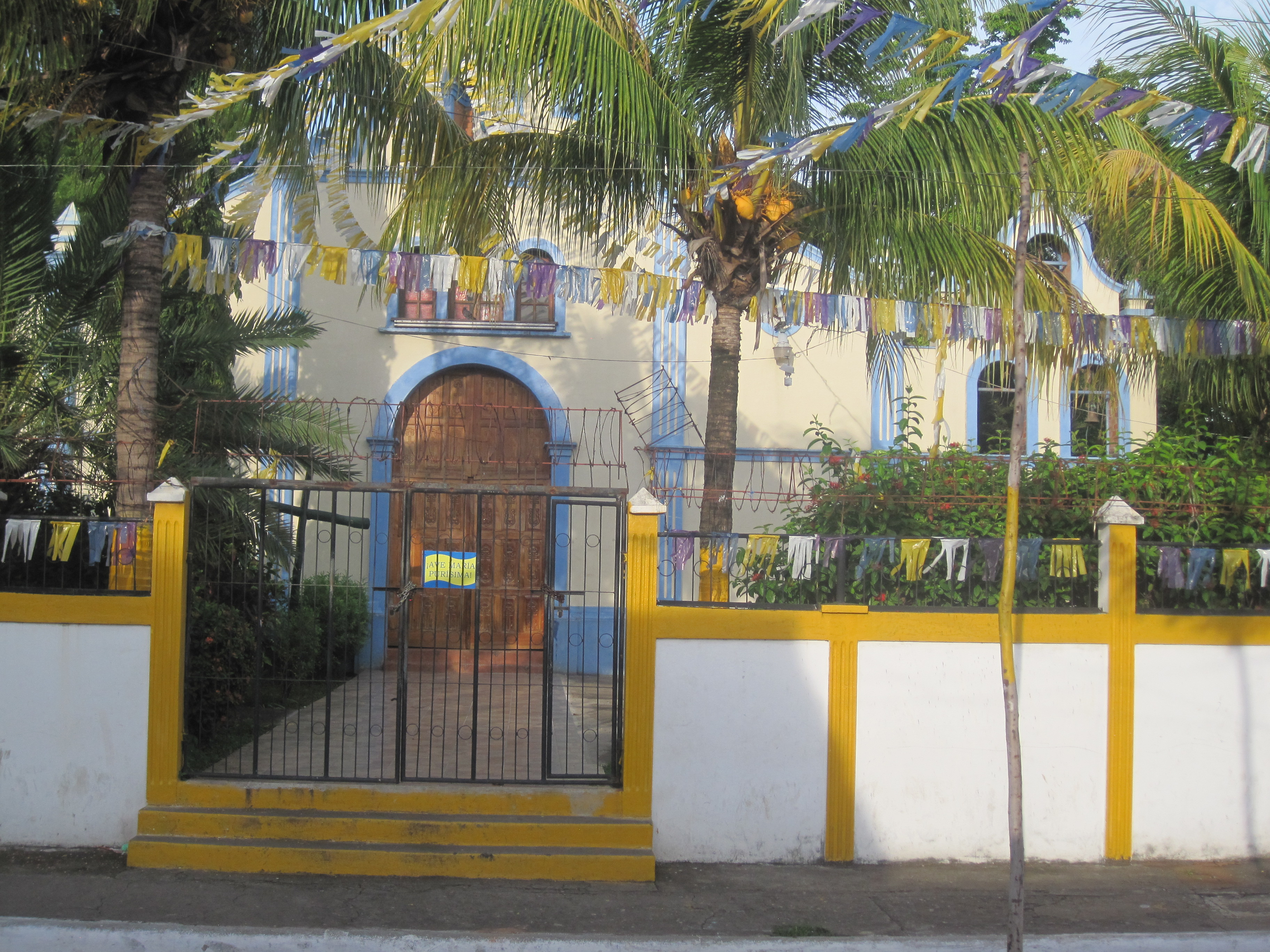
Parroquia de San Agustín de Hipona

La iglesia de San Agustín está localizada en el sureste parte de la ciudad, cerca la estación de buses

### Iglesia de San Antonio
Esta iglesia también sufrió graves daños durante el terremoto de 1885, después del cual fue ampliada. La iglesia se asoció extraoficialmente con la aristocracia de la ciudad; Dentro de sus muros se celebraban elaboradas bodas entre miembros de la aristocracia. En 1923, con la llegada de los franciscanos a la iglesia, fue completamente reconstruida. Su fiesta principal cae el 13 de junio de cada año. También hay una procesión que se realiza el 1 de enero de cada año.

### Edificios coloniales
Chinandega posee aún ciertos edificios coloniales aunque quizás no con el mismo esplendor de las ciudades de León y Granada porque muchos fueron dañados durante el incendio y bombardeo aéreo que sufrió durante la sangrienta batalla en el mes de febrero de 1927 que enfrentó a conservadores y liberales durante la guerra civil llamada Guerra Constitucionalista.
Solamente quedaron en pie los templos católicos y algunas casas particulares las cuales aún conservan ciertos rasgos con sus patios centrales y fachadas coloniales. Tampoco existe un código de construcción que obligue a la preservación y estímulo del esplendor de la arquitectura colonial a como lo hay en León y Granada.

## Festividades
En la ciudad existen 4 fiestas tradicionales de la que una es dedicada a la patrona de Chinandega. Nuestra Señora de Santa Ana, en el año:                
- El 17 de mayo la fiesta en honor de San Pascual, que incluye el baile de los Mantudos.
- El 26 de julio es la magna Procesión y Celebración en honor a Nuestra Señora de Santa Ana.
- El 24 de septiembre se celebra la fiesta en honor a la Virgen de las Mercedes, con su tradicional baile del Torito.
- Del 8 al 16 de agosto se conmemora la fiesta en honor de San Roque, incluye los bailes tradicionales de la Cuchara y Panda.
- Las fiestas patronales de Santa Ana, del 10 al 26 de julio han cobrado en la actualidad gran auge, ya que incluye kermés, pesca, toro encohetado, alborada, función y procesión con la imagen de la patrona, desfile hípico, y carnaval para la elección de la reina del municipio.

## Personas destacadas
- Elí Altamirano (1934-2006), político y sindicalista
- Russel Carrero Trejos (1950-1990), atleta olímpica (la primera de Nicaragua)
- Hermógenes L. Mora (1979-), poeta y escritor
- Ana Navarro Flores (1971-), comentarista política norteamericana
- Vicente Padilla (1977-), exlanzador de béisbol en los Philadelphia Phillies, Texas Rangers, Los Angeles Dodgers y Boston Red Sox
- Ileana Rodríguez (1939-), académica especializada en Estudios Latinoamericanos
- Samuel Wilson (1983-), exfutbolista
- Raúl Peñalba Sotomayor (1947-2022), folklorista e hijo dilecto de Chinandega

## Hermanamientos
Tienen tres ciudades hermanadas con:
| - Eindhoven (Países Bajos) | - Leverkusen (Alemania) | - Molins de Rey (España) |

## Galería
|  |  |  |
|  |  |  |